# Hylaeus chasanensis
Hylaeus chasanensis är en biart som först beskrevs av Romankova 1995.  Hylaeus chasanensis ingår i släktet citronbin, och familjen korttungebin. Inga underarter finns listade i Catalogue of Life.